# Enric del Regne Unit (duc de Gloucester)
Enric del Regne Unit, duc de Gloucester KG KT KP GCB GCMG GCVO GCStJ (Sandringham 1900 - Barnwell Manor (Northamptonshire) 1974). Príncep del Regne Unit, tercer fill del rei Jordi V i la Reina Maria amb el tractament d'altesa reial que ostentà, per concessió reial, el ducat de Gloucester.

## Biografia
Nascut al York Cottage del Castell de Sandringham el dia 31 de març de l'any 1900 era fill de qui seria el rei Jordi V del Regne Unit i de la princesa Maria de Teck. Enric era net per via paterna del rei Eduard VII del Regne Unit, llavors príncep de Gal·les, i de la princesa Alexandra de Dinamarca i per via materna del príncep Alexandre de Teck i de la princesa Maria Adelaida del Regne Unit.
Enric fou apadrinat a la Capella privada del Castell de Windsor pel bisbe de Winchester essent padrins: la reina Victòria I del Regne Unit, el kàiser Guillem II de Prússia, la princesa Beatriu del Regne Unit, la princesa Thyra de Dinamarca, duquessa de Cumberland, el rei Haakon VII de Noruega, el príncep Jordi de Grècia, el príncep Alexandre de Teck i el comte Roberts.
A diferència dels seus germans, el príncep Enric desenvolupà una carrera militar a l'exèrcit de terra en lloc de la Marina. L'any 1919, Enric ingressà a la Reial Acadèmia Militar de Sandhurst. Posteriorment serví a la 10a Companyia Reial d'Hussars retirant-se del servei en actiu l'any 1937. Després de la Segona Guerra Mundial, Enric es reintegrà a les forces militar servint com a Cap de l'Oficina de Relacions. L'any 1955 fou elevat a la categoria de general i l'any 1958 a la de general de l'Exèrcit de l'Aire.
L'any 1928, el rei Jordi V del Regne Unit el creà duc de Gloucester, comte de l'Ulster i Baró de Culloden, títols que el relacionaven amb tres dels quatre territoris històrics del Regne Unit: Anglaterra, Escòcia i Irlanda del Nord.
El 2 de novembre de l'any 1930, Enric fou enviat a Etiòpia en representació del seu pare a la coronació de l'emperador Haile Selassie. Posteriorment, l'any 1934, amb l'acord del president de la República irlandesa, Eamon de Valera, Enric fou investit cavaller de l'Orde de Sant Patrici, essent aquesta l'última vegada que l'ordre fou concedida.
El 6 de novembre de l'any 1935, el duc de Gloucester contragué matrimoni amb lady Alícia Montagu-Douglas-Scott, filla del duc de Buccleuch i de Queensberry. El matrimoni tingué lloc en la intimitat de la Capella Reial del Palau de Saint James de Londres a conseqüència de la recent mort del duc de Buccleuch.
La parella tingué dos fills:
- SAR el príncep Guillem del Regne Unit, comte de l'Ulster, nat el 1941 a Barnet (Hertfordshire) i mort el 1972 en un accident aeri.

- SAR el príncep Ricard del Regne Unit, duc de Gloucester, nat el 1944 a Barnwell Manor (Northamptonshire). Es casà l'any 1976 a Londres amb l'aristòcrata d'origen danès Brígida van Deurs.

Al final de l'any 1944, el duc de Gloucester fou nomenat de forma inesperada governador general d'Austràlia. El Partit Laborista britànic, al poder en aquell moment, tenia la política de nomenar australians per ocupar el càrrec, però en un moment d'intensa guerra al Pacífic decidí nomenar un membre de la família reial per tal d'estrènyer les relacions amb la Corona i el país. La idea de nomenar el duc de Gloucester com a governador general també tenia la intenció de mantenir la influència britànica sobre el territori en lloc d'un possible creixement del rol dels Estats Units.
Tot i que el duc de Gloucester mantenia una antiga amistat amb el primer ministre, el nomenament no fou considerat com èxit personal del duc. El duc era un home limitat i d'escassa perspectiva, lluny de la brillantor política o artística que alguns dels seus germans mostraren. Vergonyós i de caràcter molt formal no fou capaç de connectar amb els australians i tan sols el paper de la duquessa de Gloucester li permeté solucionar el seu rol al país oceànic.
Dos anys després del seu nomenament, el març de 1947, els ducs de Gloucester tornaven a Anglaterra instal·lant-se a la finca de Barnwell Manor al comtat de Northamptonshire i mantenint un apartament al Palau de Kensington. A partir de l'any 1947, els ducs de Gloucester portarien a terme una important agenda de compromisos reials.
L'any 1972, el fill primogènit de la parella morí en un accident aeronàutic. Enric, des de la mort de la princesa reial l'any 1965, s'havia convertit en el darrer fill viu del rei Jordi V del Regne Unit. Enric morí l'any 1974 a l'edat de 74 anys.